# Фрежева, Вера Константиновна
Вера Константиновна Фрежева (1926 год, Днепропетровск, Украинская ССР — 1989 год, Чакви, Грузинская ССР, СССР) — рабочая Чаквинского совхоза имени Ленина Министерства сельcкого хозяйства СССР, Кобулетский район, Аджарская АССР, Грузинская ССР. Герой Социалистического Труда (1949).

## Биография
Родилась в 1926 году в Днепропетровске. После начала Великой Отечественной войны эвакуировалась в Аджарскую АССР. С 1942 года — рабочая совхоза имени Ленина Кобулетского района с центром в селе Чакви, директором которого был Константин Григорьевич Гогия.
В 1948 году собрала 6260 килограмм сортового листа зелёного чая. Указом Президиума Верховного Совета СССР от 5 июля 1949 года удостоена звания Героя Социалистического Труда за «получение высоких урожаев сортового зелёного чайного листа и цитрусовых плодов в 1948 году» с вручением ордена Ленина и золотой медали «Серп и Молот».
Этим же Указом званием Героя Социалистического Труда были удостоены директор совхоза Константин Григорьевич Гогия, заведующий отделом Василий Иосифович Мшвидобадзе, главный агроном Вахтанг Леванович Микеладзе, старший агроном Нестор Ананьевич Каландадзе и двое тружеников совхоза.
С 1957 года трудилась на хлебозаводе в Кобулети.
После выхода на пенсию проживала в посёлке Чакви. Персональный пенсионер союзного значения. Умерла в 1989 году.

## Награды
- Герой Социалистического Труда — указом Президиума Верховного Совета СССР от 5 июля 1949 года;
- Орден Ленина, медаль «Серп и Молот» (5 июля 1949);
- Орден Трудового Красного Знамени (1 сентября 1951).